# I Don't Remember

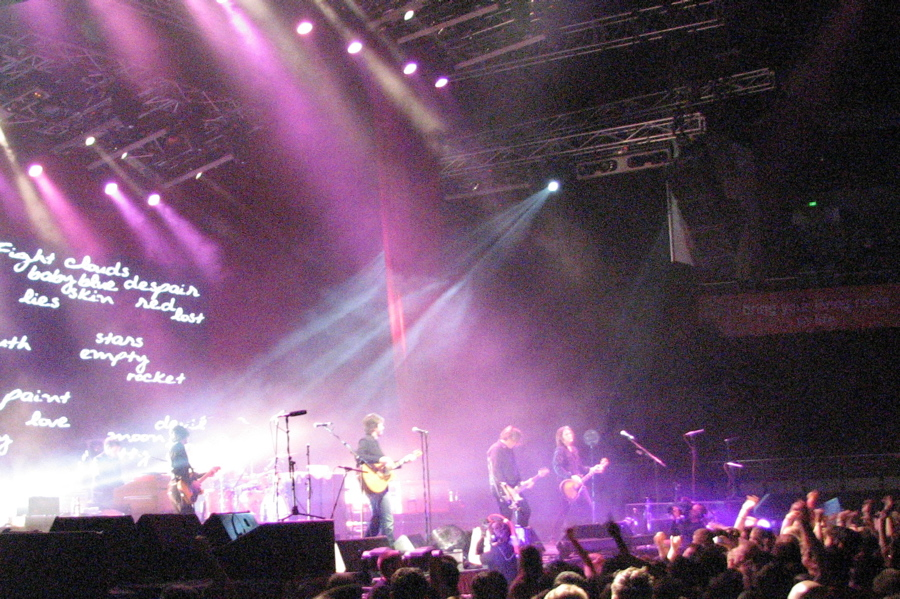
Powderfinger jouant I Don't Remember duarnt le tour Across the Great Divide.

I Don't Remember est une chanson du groupe de rock alternatif australien Powderfinger, figurant sur son sixième album Dream Days at the Hotel Existence.. Elle a fait ses débuts à la radio le 9 juillet 2007 sur les stations de radio australiennes, puis est sortie en single et en téléchargement numérique le 4 août 2007 en Australie, le 3 septembre 2007 en Nouvelle-Zélande, et le 13 août 2007 aux États-Unis. La chanson a été écrite par Bernard Fanning, le chanteur de Powderfinger, et influencée par le bassiste John Collins (en). Le riff a ensuite été développé par le guitariste Ian Haug (en). La chanson parle de résoudre les conflits et les différends, plutôt que de rejeter la faute sur autrui.